# جان-لويس لويس
جان-لويس لويس (بالفرنسية: Jean-Louis Berthault) (و. 1907 – 1997 م) هو فنان، وكاتب سيناريو، ومصمم أزياء من فرنسا، والولايات المتحدة، وهايتي، ولد في باريس، توفي في بالم سبرينغس، عن عمر يناهز 90 عاماً.

## جوائز وترشيحات
حصل على جوائز منها:
- جائزة الأوسكار لأفضل تصميم أزياء
- جائزة الأوسكار لأفضل تصميم أزياء، عن عمل: ميلي الجديدة كليا

ترشح لـ:
- Academy Award for Best Costume Design, Black-and-White ‏، عن عمل: ولدوا بالأمس
- جائزة الأوسكار لأفضل تصميم أزياء، عن عمل: Bell, Book and Candle [الإنجليزية]‏
- جائزة الأوسكار لأفضل تصميم أزياء، عن عمل: Pal Joey (film) [الإنجليزية]‏
- جائزة الأوسكار لأفضل تصميم أزياء، عن عمل: Back Street (1961 film) [الإنجليزية]‏
- Academy Award for Best Costume Design, Black-and-White ‏، عن عمل: سفينة السفهاء
- Academy Award for Best Costume Design, Black-and-White ‏، عن عمل: حكم في نورمبرغ
- جائزة الأوسكار لأفضل تصميم أزياء، عن عمل: Gambit (1966 film) [الإنجليزية]‏
- Academy Award for Best Costume Design, Black-and-White ‏، عن عمل: The Solid Gold Cadillac [الإنجليزية]‏
- Academy Award for Best Costume Design, Black-and-White ‏، عن عمل: It Should Happen to You [الإنجليزية]‏
- Academy Award for Best Costume Design, Black-and-White ‏، عن عمل: Affair in Trinidad [الإنجليزية]‏
- Academy Award for Best Costume Design, Black-and-White ‏، عن عمل: Queen Bee (1955 film) [الإنجليزية]‏
- Academy Award for Best Costume Design, Black-and-White ‏، عن عمل: من هنا إلى الخلود
- جائزة الأوسكار لأفضل تصميم أزياء، عن عمل: A Star Is Born (1954 film) [الإنجليزية]‏
- جائزة الأوسكار لأفضل تصميم أزياء، عن عمل: ميلي الجديدة كليًا.

## وصلات خارجية
- جان-لويس لويس على موقع IMDb (الإنجليزية)
- جان-لويس لويس على موقع قاعدة بيانات برودواي على الإنترنت (الإنجليزية)
- جان-لويس لويس على موقع قاعدة بيانات الفيلم (الإنجليزية)
- جان-لويس لويس في قاعدة بيانات الأفلام على الإنترنت